# Mildam
Mildam (Fries: Mildaam) is een dorp in de gemeente Heerenveen, in de Nederlandse provincie Friesland. Het ligt ten oosten van Heerenveen.
Het dorp is gelegen aan de Schoterlandseweg in een bosrijke omgeving en aan de noordzijde van de rivier de Tjonger. In 2023 telde het dorp 680 inwoners. Het vormt met het naastgelegen Katlijk een soort van tweelingdorp. Halverwege juni wordt jaarlijks het Zomerfeest Katlijk Mildam gehouden.

## Geschiedenis
Mildam wordt in 1523 voor het eerst vermeld als tho Meyledam. In 1545 als Meijlledam en in 1579 als Miledam. De plaatsnaam zou verwijzen naar een dam in een waterloop van de persoon Meile. Soms wordt er ook wel gezegd dat het de 'middelste dam', in de Tjonger, zou betekenen.

## Voorzieningen
In Mildam bevindt zich de Tjongerschool (basisonderwijs).

## Bezienswaardigheden
Ten noorden van het dorp is het land art-project de Ecokathedraal van Louis le Roy te vinden. Bij het dorp staat verder de Tjongermolen, een poldermolen uit 1869.
Op het kerkhof van voormalige hervormde kerk in Mildam staat ook een van de klokkenstoelen in Friesland.

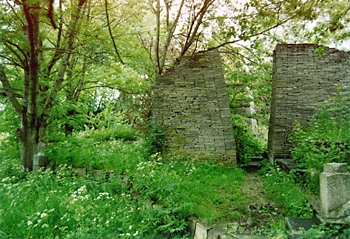
Ecokathedraal
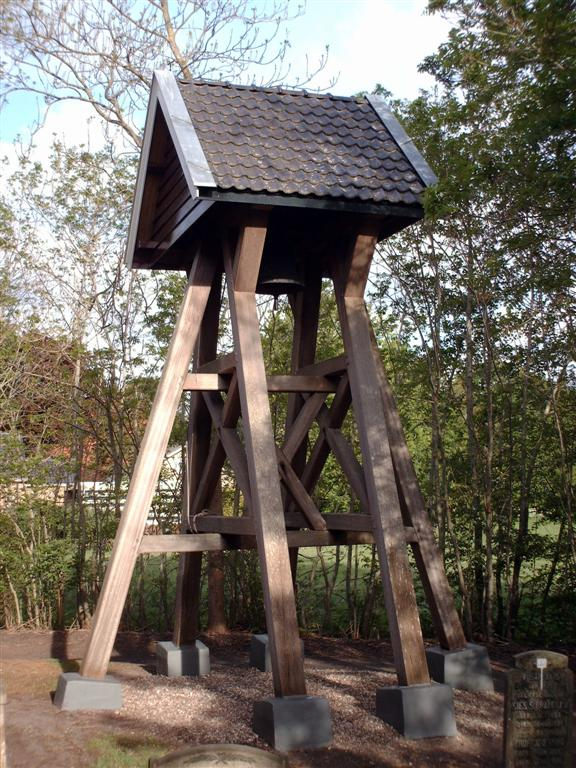
Klokkenstoel bij de voormalige hervormde kerk
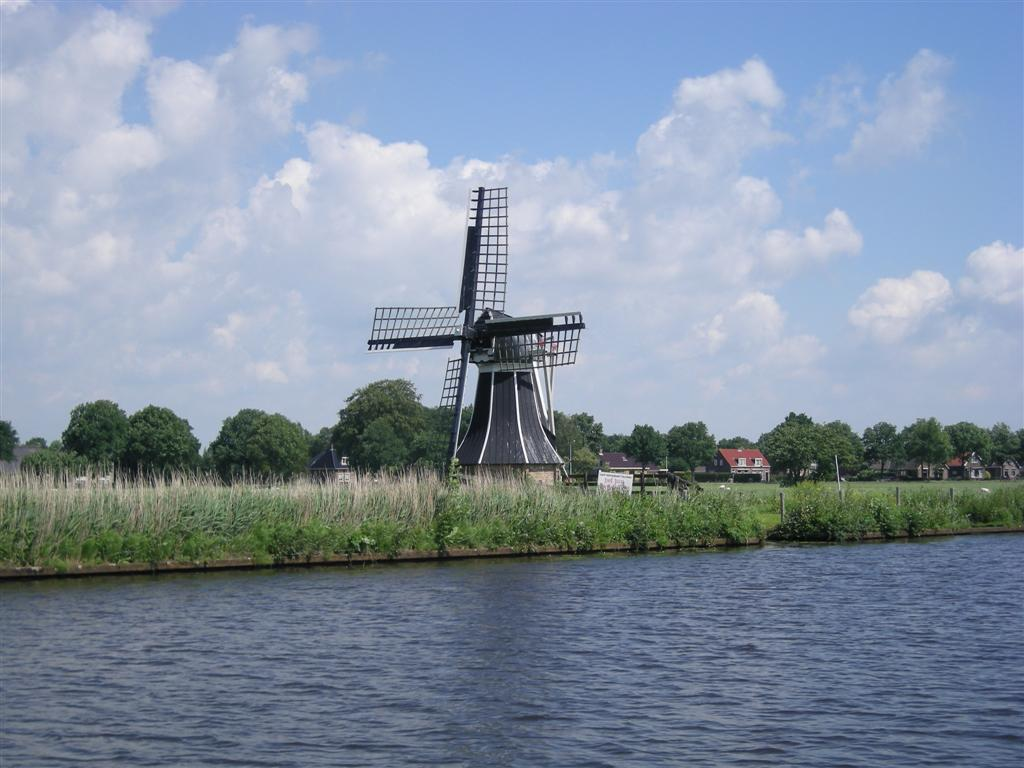
Tjongermolen

## Geboren in Mildam
- Marten Zwaagstra (1895-1988), architect